# Assâki
Assâki är en ort i Marocko.   Den ligger i regionen Tanger-Tétouan-Al Hoceïma, 230 km nordost om huvudstaden Rabat. 